# Алло, мы ищем таланты!
«Алло, мы ищем таланты!» — телевизионная музыкальная развлекательная программа в жанре «шоу талантов», выходившая в эфир в 1969—1972 годах на Центральном телевидении СССР. Это первая отечественная телепередача подобного формата. Ведущий — Александр Масляков, по сути, стал первым шоуменом СССР.

## История
В программе выступали обычные советские граждане: участники самодеятельности, рабочие, студенты, военнослужащие. В основном, они пели, но могли демонстрировать и другие таланты: танцы, художественное чтение, акробатические трюки и другое Лучшие из конкурсантов выходили во Всесоюзный молодёжный телевизионный финал «Алло, мы ищем таланты!».
Многие из участников впоследствии стали знамениты: группы «Зодчие», «Ялла», «Игоринки», «Аэлита», «Радуга», вокальное трио педагогического института в Тбилиси, сестры Маньяковы и др.
В жюри программы в разное время входили: Валерий Иванов (главный редактор Молодёжной редакции), Ян Френкель, Василий Соловьёв-Седой, Микаэл Таривердиев, Павел Аедоницкий, Евгений Птичкин, Марк Фрадкин, Эдуард Колмановский, Юрий Саульский, Оскар Фельцман, Анатолий Лепин, Людмила Кренкель (заведующая отделом журнала «Кругозор»), Андрей Дементьев, представители радио и фирмы «Мелодия».
Андрей Дементьев вспоминал:
Было много людей, которые были заинтересованы в том, чтобы найти эти таланты. Это была школа. Как правило, наши лауреаты становились высокими профессионалами.

## Съёмки на Украине
В 1972 году снимались выездные программы на территории Украины. В Черновцах в концертном зале местного государственного университета в передаче принимали участие западноукраинские группы — «Смеричка» и «Арника». Оба коллектива исполняли свои песни только на украинском языке, что не приветствовалось на советском телевидении. Украинский поэт Василий Бабух, участвовавший в съёмках программы, вспоминал:
Идеологическая установка тогда была чёткой — не допускать широкого афиширования творчества национальных меньшинств. В репертуаре этнических групп обязательно должен был быть так называемый «паровоз», то есть идеологическая песня-агитка, которая прославляла бы дружбу народов или могущество Страны Советов. И звучать она должна только на русском.
Но музыканты убедили авторов программы, что не смогут исполнять русскоязычные песни, так как плохо владеют языком и не хотят его коверкать перед широкой зрительской аудиторией. В итоге они пели только на украинском.

Зрители были в восторге, не хотели отпускать музыкантов, и Маслякову пришлось затянуть эфир на 20 минут, что, в свою очередь, задержало выход телепрограммы «Время». По возвращении в Москву, Масляков получил выговор от руководства ЦТ. Однако эфир имел большой успех — в адрес программы пришло много благодарных писем со всего Советского Союза.